# François Pérol
François Pérol (Le Creusot, 6 novembre 1963) è un banchiere francese.
Attualmente è amministratore delegato di Natixis.

## Formazione scolastica
Pérol ha studiato alla HEC Paris, Sciences Po e alla ENA.

## Carriera
Nel 1994, Pérol divenne relatore e poi segretario generale del Comité interministériel de restructuration industrielle. Ha poi diretto l'Ufficio dei Mercati Finanziari del Tesoro dal 1996 al 1999 ed è stato anche Segretario Generale del Club di Parigi. Nel 2001 è diventato Direttore delle Finanze e dello Sviluppo Economico presso il Dipartimento del Tesoro.
Nel 2002 divenne capo di gabinetto dei ministri Francis Mer e Nicolas Sarkozy, allora ministro dell'Economia, delle Finanze e dell'Industria. È stato responsabile, tra l'altro, del salvataggio di Alcatel, Bull e France Telecom, e ha svolto un ruolo importante anche nella ricapitalizzazione di Alstom, concordata con la Commissione Europea. Successivamente ha partecipato alla fondazione di Sanofi-Aventis, alle trattative del governo francese con la Corte distrettuale degli Stati Uniti a Los Angeles per risolvere il caso Executive Life2 e ha anche organizzato la vendita di Ixis da parte della Caisse des dépôts et consignations.
È entrato nell'UMP nel 2004 grazie alla collaborazione con l'allora Ministro dell'Economia, Nicolas Sarkozy. Dal 2005 al 2007 è stato amministratore delegato della Rothschild Bank. In questo ruolo, ha assistito Philippe Dupont, CEO di Banque Populaire, nella fondazione di Natixis.
Nel maggio 2007 è stato nominato Vice Segretario Generale del Presidente. In questa posizione è diventato il "grande architetto del programma economico di Nicolas Sarkozy". In relazione al caso Clearstream, l'imprenditore Imad Lahoud lo ha accusato di aver organizzato un incontro con Nicolas Sarkozy, cosa che Pérol nega.
Nel 2009 diventa Amministratore Delegato del Gruppo BPCE e nel novembre 2012 viene confermato in questo ruolo per altri quattro anni.
È presidente dell'Associazione bancaria francese dal 1º settembre 2009.